# Лужское викариатство
Лу́жское викариа́тство — викариатство Ленинградской епархии Русской Православной Церкви.
Учреждено 17 июня 1917 года как викариатство Петроградской епархии. Хиротония первого епископа Лужского состоялась 30 июля 1917 года в Воскресенском соборе города Луга.
16 июня 1962 года Епископ Лужский Филарет (Денисенко) был назначен викарием Среднеевропейского Экзархата, но уже 16 ноября 1962 года Лужская кафедра вновь стала викариатством Ленинградской епархии.
После 1963 года кафедра не замещалась.

## Епископы
- Артемий (Ильинский) (30 июля 1917 — июнь 1922)
- Мануил (Лемешевский) (23 сентября 1923 — 8 мая 1928)
- Феодосий (Ващинский) (22 мая 1928 — 7 мая 1929)
- Амвросий (Либин) (14 июля 1929 — 21 ноября 1937) расстрелян
- Симеон (Бычков) (30 марта 1947 — 30 июня 1952)
- Михаил (Чуб) (13 декабря 1953 — 11 ноября 1954)
- Роман (Танг) (20 декабря 1955 — 23 июля 1956)
- Алексий (Коноплёв) (14 марта 1957 — 14 ноября 1961)
- Филарет (Денисенко) (4 февраля — 16 ноября 1962)
- Никон (Фомичёв) (16 ноября 1962 — 3 августа 1963)